# Catar SC
Qatar Sports Club (em árabe: نادي قطر الرياضي) é um clube esportivo sediado na cidade Doha, Catar. É melhor conhecido pelo seu clube Futebol que compete na Qatar Stars League, primeiro divisão de futebol do Catar. O clube foi fundado em 1961, devido a fusão entre dois clube de futebol do Catar, Al-Oruba e o Al-Nasour.
Eles jogam suas partidas como mandantes no Qatar SC Stadium, que tem capacidade para 13.000 espectadores. O clube recentemente se diversificou para outros esportes que não fossem o futebol, o clube criou uma divisão de atletismo, aonde competem nas categorias de velocidade, salto em distância e lançamento de dardo. O clube adotou seu nome atual, Qatar Sport Club no ano de 1981.